# Sony SL–C7

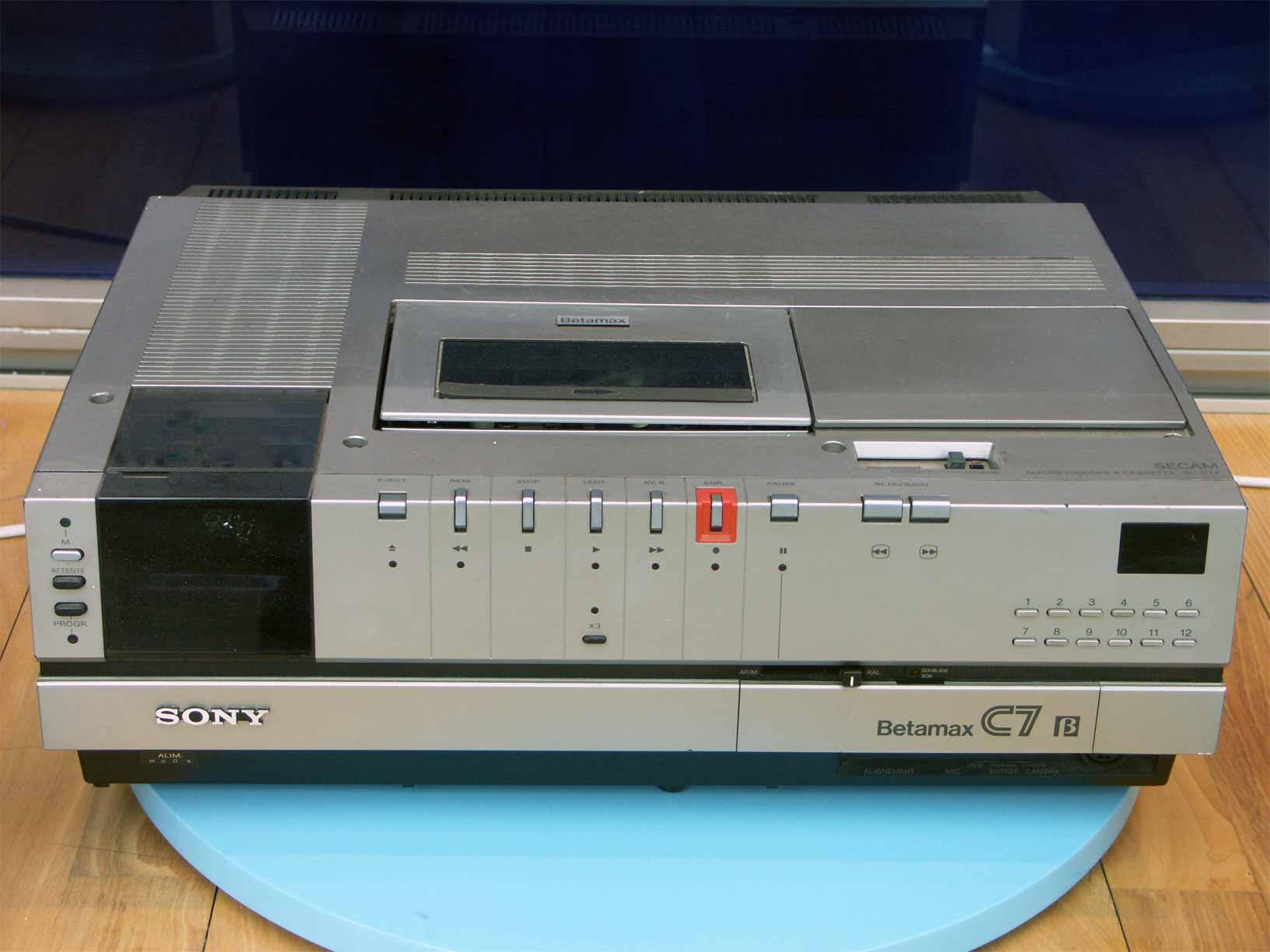
A Sony cég SL–C7 típusjelű Betamax videómagnója

Sony SL–C7 a Sony cég Betamax rendszerű videomagnetofonja, amely 1979 és 1981 között került kereskedelmi forgalomba. A készülékből PAL és SECAM rendszerű változatot is gyártottak, előbbit fekete, utóbbit szürke színű külsővel. A kazettát a magnó tetején kell betölteni, a szalaghosszmérés négyjegyű mechanikus számlálóval történik.

## Szolgáltatásai
- 12 programhely
- két hétre előre történő felvételi programozhatóság
- műsor-gyorskeresés
- szabályozható lassított lejátszás
- háromszoros sebességű lejátszás
- utólagos hangalávétel (audio dubbing)
- infravörös távszabályzás
- kamera csatlakozás
- bemeneti feszültség választási lehetőség: 110...127 V / 220...240 V

## Tulajdonságok
- Video ki- és bemenet: BNC
- Audio ki- és bemenet: RCA
- Horizontális képfelbontás: több mint 300 sor
- Jel-zaj viszony: jobb mint 43 dB
- Frekvenciamenet: 50 Hz...10 000 Hz
- Szalagsebesség: 18,73 mm/sec
- Relatív szalagsebesség: 5,83 m/sec
- Fejdob átmérője: 7,448 cm
- Sávszélesség: ½ hüvelyk
- Táviránító: RMT-200, infravörös
- Áramellátás: 110V/220V, 50 Hz/60 Hz
- Teljesítményfelvétel: 45 watt
- Tárolási hőmérséklet: -20 °C-65 °C
- Üzemeltetési hőmérséklet: 5 °C-40 °C
- Méretei: 485x163x379 mm
- Súlya: 15,5 kg (nettó)